# Moodymann
Kenny Dixon jr. is een Amerikaanse producer van housemuziek uit Detroit. Zijn belangrijkste werknaam is Moodymann. Zijn stijl richt zich vooral op deephouse en hij maakt ook uitstapjes naar de techno. Hij is ook de eigenaar van de labels KDJ en Mahogani music. Hij maakt tevens deel uit van de formaties Urban Tribe en 3 Chairs. Ook organiseert hij jaarlijks het Soul Skate event in Detroit. Rondom Moodymann hangt een grote mate van geheimzinnigheid. Hij leidt een teruggetrokken leven en laat zich bijna nooit interviewen.

## Biografie
Dixon raakt betrokken bij de dancescene als hij in de jaren negentig bij verschillende platenzaken in zijn geboortestad Detroit werkt. Hij besluit dan ook zelf muziek te gaan produceren. Daarvoor richt hij het label KDJ op. Op dit label verschijnt in 1994 zijn debuut met de Moody trax EP, waarop hij samenwerkt met de Saxofoniste Norma Jean Bell. Daarna volgen de singles elkaar in hoog tempo op. Het nummer The dancer wordt in 1996 bekend in de housescene door toedoen van de Duitse DJ Tonka. Zijn remix verschijnt op meerdere compilaties. In 1996 start hij samen met de producers Carl Craig, Sherard Ingram en Anthony Shakir het project Urban Tribe.
In 1997 brengt hij het album Silentintroduction uit. Dit album is een verzamelaar van tracks die op eerdere singles en ep's zijn verschenen. Zijn echte debuutalbum is Mahogany brown (1998). In 1998 verschijnt het album The Collapse Of Modern Culture van Urban Tribe. Daarna trekt hij zich een tijdlang terug uit Urban Tribe. Daarbij begint Kenny weer een nieuw project met vier andere producers. Samen met Theo Parrish, Marcellus Pittman en Rick Wilhite vormt hij 3 chairs. Als Moodymann maakt hij daarna de albums Forevernevermore (2000) en Silence in the secret garden (2003). Vooral deze laatste wordt door muziekmedia geprezen. Op het album Black Mahogany (2004) werkt Dixon samen met zijn vader en zijn opa die instrumenten bespelen. In 2004 verschijnt ook een album van het 3 chairs-project. Hij werkt ook nog meerdere malen met Norma Jean Bell. In 2001 werkte hij mee aan haar album Come Into My Room.
Na 2004 is het een tijd wat rustiger rond Dixon. Dixon, die vanaf zijn jeugd een fervent rollerskater is, organiseert vanaf 2007 jaarlijks het Soul Skate evenement in Detroit, waarbij rollerskaten begeleid wordt met muziek van dj's. Het evenement is succesvol en groeit de jaren daarna gestaag. In 2008 brengt hij met Det.riot '67 weer een eigen album uit. Het krijgt vrij snel een vervolg met Anotha Black Sunday. Drie jaar later verschijnt er weer een reeks albums met Picture This (2012), ABCD (2013) en Moodymann (2014). In 2010 werkt hij weer met Urban Tribe op het album Urban Tribe, dat op zijn eigen label uitkomt. In 2012 zoekt Moodymann de publiciteit door zijn ep Picture this gratis weg te geven. De tracks zijn downloadbaar voor de fans. Het minialbum ABCD (2013) is een kleinschalige release die enkel op vinyl uitkomt. Het grotere publiek bedient hij weer met een titelloos album dat begin 2014 in de winkels ligt. Het album heeft een politieke lading doordat hij in interludes zijn zorgen uit over de slechte staat van het failliete en ontvolkte Detroit, dat op dat moment veel in het nieuws is. Op het album maakt hij ook een nieuwe versie van Born To Die, van Lana Del Rey, en plaatst hij ook een remix van Desire & Love van José James. Voor Studio !K7 maakt hij in 2016 voor het eerst een mixplaat met een DJ Kicks-album. Hiermee weet hij de albumlijsten te bereiken. In 2018 is een nieuw album gepland. Het opgenomen werk wordt echter nooit officieel uitgebracht. Hij deelt zelf enkele bootlegs uit aan vrienden en fans. Enkele exemplaren worden voor honderden euro's verhandeld op Discogs. Begin 2019 wordt Kenny gearresteerd door de politie, die hem verdenkt van het plunderen van leegstaande woningen. Hij post een filmpje online waar hij onder schot wordt gehouden door de politie. Als hij weer vrijgelaten is, verklaart de politie dat Kenny geen identiteitskaart bij zich had. Het filmpje wordt later weer weggehaald. Na weer een tijd van relatieve rust laat hij in 2019 weer van zich horen met de ep Sinner en in 2020 met het minialbum Taken away.
Sinds 15 december 2020 is Moodymann een personage in de Grand Theft Auto-serie, die als ondersteunend personage in Grand Theft Auto Online verschijnt als onderdeel van de The Cayo Perico Heist-update. Sinds 20 juli 2021 heeft Moodymann ook een hoofdrol in de Los Santos Tuners-update.

## Discografie
| Album met eventuele hitnotering(en) in de Nederlandse Album Top 100 | Datum van verschijnen | Datum van binnenkomst | Hoogste positie | Aantal weken | Opmerkingen |
| ------------------------------------------------------------------- | --------------------- | --------------------- | --------------- | ------------ | ----------- |
| DJ Kicks                                                            | 2016                  | 27/02/2016            | 10              | 2            |             |

### Albums Moodymann
- Silentintroduction (1997)
- Mahogany Brown (1998)
- Forevernevermore (2000)
- Silence In The Secret Garden (2003)
- Black Mahogani (2004)
- Black Mahogani II (2004)
- Det.riot '67 (2008)
- Anotha Black Sunday (2009)
- ABCD (2013)
- Moodymann (2014)
- Taken Away (2020)

### Albums Urban tribe
- The Collapse Of Modern Culture (1998)
- Authorized Clinical Trials (2006)
- Acceptable Side Effects (2007)
- Urban Tribe (2010)

### Albums 3 Chairs
- Three Chairs 3 (2004)
- Compilation (2009)

- International Standard Name Identifier: 0000 0000 4081 4317
- Library of Congress Control Number: n2008023967
- MusicBrainz: 17d69e72-9cf2-496f-aa64-ba238de2087e
- Virtual International Authority File: 33926678
- WorldCat: E39PBJqVTv3YV7MbB7phKB4jG3